# Бяла черница
Бялата черница (Morus alba) е широколистно листопадно дърво, наричано също и белвица. Родината на бялата черница е Източна Азия и по-точно територията на днешните страни Китай, Корея и Япония. Растението се отглежда като плодна култура и е култивирана още през Античността. В Европа бялата черница е пренесена през периода 10-12 век. В България растението е донесено през 11 век. Интродукцията на вида извън естествения ѝ ареал (Китай) се свързва главно с производството на естествена коприна, тъй като листата ѝ се използват за храна от ларвите на копринената пеперуда (Bombyx mori L.).
В България бялата черница почти не се среща в диво състояние. Видът е характерен за райони с по-висока температура, поради, което в България се срещат предимно изкуствени насаждения от растението. Бялата черница не е претенциозна откъм почви, върху които расте. Оптимално видът се развива в по-плодородни почви, които са богати на пясък.
Дърветата бяла черница достигат до 12 – 16 метра на височина. Бялата черница има добре развита коренова система и прав ствол, който е покрит със сиво-кафява на цвят, сравнително гладка кора. Короната на растението е добре развита и оформена, но рядко е много гъста. Листата на растението са различни. Срещат се цели, както и наделени на 3 или 5 дяла. Листната петура е с яйцевидна форма. Листната петура на бялата черница разполага с 6 – 7 двойки странични жилки. Ръбът на листата на бялата черница е едро назъбен и листата са прикрепени за клоните на растението с дълги листни дръжки.
Бялата черница е разделнополово растение. Мъжките цветове са съставени от 4 околоцветни листчета и 4 тичинки. Женските цветове разполагат с две околоцветни листчета и плодник с късо стълбче и две близалца на върха. И мъжките и женските цветове образуват съцветия, които по форма и строеж наподобяват реси. Женските съцветия са значително по-къси, от мъжките.
Въпреки че бялата черница е еднодомно растение, се срещат и двудомни екземпляри. За опрашването на цветовете растението разчита изключително на насекомите. От опрашените женски цветове се образува плод. По този начин всяко женско съцветие се превръща в съплодие. Съплодията на бялата черница, както и на останалите представители на род черница са известни под името „черница“. В България узряването на плодовете на бялата черница става през месеците юли и август.
Плодовете на бялата черница се използват за храна от човека и животните, поради своите хранителни и вкусови качества. Съплодията на бялата черница са богати на захари и витамини. Листата на растението се използват за храна на гъсеницата на копринената пеперуда, тъй като са богати на глюкоза и други хранителни вещества. Дървесината на растението е здрава, поради което се използва в мебелопроизводството. Дървения материал на бялата черница се използва също и за производство на бурета. От листата и кората на бялата черница се извлича оцветител с жълт цвят. В България растението се използва и в парковите райони.
Оптималната възраст на бялата черница е около 400 години.